# Galactic Games
Galactic Games is een computerspel dat werd ontwikkeld door Tigress Marketing en uitgegeven door Activision. Het spel kwam in 1987 uit voor de Amstrad CPC en de Commodore 64. Een jaar later kwam een versie uit voor de ZX Spectrum. 

## Platforms
| Jaar | Platform                  |
| ---- | ------------------------- |
| 1987 | Amstrad CPC, Commodore 64 |
| 1988 | ZX Spectrum               |

## Ontvangst
| Beoordeeld door                       | Jaar | Platform     | Score |
| ------------------------------------- | ---- | ------------ | ----- |
| Power Play                            | 1987 | Commodore 64 | 40%   |
| ACE (Advanced Computer Entertainment) | 1988 | ZX Spectrum  | 36%   |